# حسین‌آباد (ریگ ملک)
حسین‌آباد یا خدارحم ریگی روستایی در دهستان ریگ ملک بخش ریگ ملک شهرستان میرجاوه استان سیستان و بلوچستان ایران است.

## جمعیت
بر پایه سرشماری عمومی نفوس و مسکن در سال ۱۳۹۵ جمعیت این مکان ۲۴ نفر (۶خانوار) بوده‌است.